# 少棘蜈蚣
少棘蜈蚣（學名：Scolopendra subspinipes mutilans）又名中國紅頭蜈蚣，是亞洲的一種大型蜈蚣，分布於東亞地區，常被用作中藥材。